# あかせあかり
あかせ あかり（2001年〈平成13年〉7月30日 - ）は、日本のコスプレイヤー、女優、TikToker、YouTuber、歌手、声優。愛知県出身。

## 略歴
高校3年間はバレーボール部のマネージャーをしており、引退後にコスプレイヤーとして活動を開始。TikTokのフォロワー数が120万人を超えており、再現度の高さから"2.2次元コスプレイヤー"と呼ばれるようになる。
また2020年には『週刊プレイボーイ』（集英社）にてグラビアアイドルデビューを果たし、同年11月にはデジタル写真集『蝉と初恋。』を発売。2021年2月発売の『週刊ヤングジャンプ』（集英社）では「最高クオリティー美少女」というキャッチコピーがつけられ、「色白で可愛くて」「不思議な色気を醸し出す」存在だと紹介された。2020年には「グラジャパ！アワード2020」に最優秀新人賞を受賞した。
2022年2月23日、1stシングル「恋ノ行方」で歌手デビュー。本楽曲はテレビアニメ『その着せ替え人形は恋をする』のエンディング・テーマに使用される。「恋ノ行方」は自身のYouTubeにも公開し、2024年2月時点で視聴回数1400万回以上再生された。一時期TikTokでは曲中の踊りがブームとなった。
RPGスマホゲーム「Echocalypse-緋紅の神約-」にてドロシーの声を担当。ドロシーのキャラクターソング「Highlight Moment」の歌唱も担当。
2023年9月1日にはレディスアパレル・着物事業を手がけている万兵株式会社とコラボをし“TRANSFORM”をテーマにし新時代の振袖を本人がコーディネートをし「あかせあかり」ブランドを発表した。この振袖にはポジティブに「成人式ファッションを楽しんで欲しい」というあかせの思いが込められている。
2024年2月3日、マレーシアのZepp Kuala Lumpurで行われた音楽フェス『SACRA MUSIC FES. 2024 IN MALAYSIA』にオープニングアクトとして出演。あかせにとって、これが海外での初ライブとなる。

## 人物
- 趣味はアニメ鑑賞、コスプレ、ゲーム。また「プリキュアシリーズ」への憧れが強く、「毎年、（プリキュアになりたいと）七夕の短冊に書いていて、いつか妖精が私を迎えに来てくれると思っていた」と語っている[1]。
- サッカー漫画『ブルーロック』の大ファンであり[9]特に推してるキャラクターは千切豹馬[10][11][12][13][14]。自宅にはブルーロックや千切に関するアイテムも大量にコレクションしている[15]。また仕事現場にはいつもお気に入りの千切豹馬のぬいぐるみを持参して持って行ってると語っている[16]。
- 『アイドリッシュセブン』の和泉一織のファンであることを公言しており、『劇場版アイドリッシュセブン LIVE 4bit BEYOND THE PERiOD』という劇場版アニメを計140回以上も見に行っており、さらには自宅でも見ているという推し活実績。その他にも多種にわたる推しのアイテムを大量にコレクションしている。
- MBTI診断では、人口の0.8%と非常に少ない建築家型「INTJ」。

## 作品

### デジタル写真集
- かわいすぎるコスプレイヤー、JK卒業！（2020年7月、集英社）
- 蝉と初恋（2020年11月6日、集英社）
- タイムリープ〜あの夏をもう一度〜（2021年8月、集英社）
- バーチャルか人間か!?（2021年11月、集英社）
- あかせあかり Cute Cut（2022年6月13日、小学館）
- 誰も知らない、あかせあかり。（2023年7月、集英社）
- むぼうびOFFモード（2023年10月17日、FLASH編集部）
- 少女なんかじゃない（2024年3月4日、集英社）
- たんぽぽ（2024年6月24日、集英社）
- Pure（2024年6月25日、光文社）

## 出演

### ドラマ
- 泣くな研修医 スピンオフ「泣くな関和樹」（2021年4月24日、スピンオフTikTok） - 高山ひかり 役
- リコカツ 第6話（2021年5月21日、TBSテレビ） - 新婚夫婦 役
- 顔だけ先生（2021年10月9日 - 12月18日、東海テレビ・フジテレビ） - 田中由希 役[17][18]
- ドクターX〜外科医・大門未知子〜 第7シリーズ 第1話（2021年10月14日、テレビ朝日） - 本人 役
- 僕らのリアルはここにある （2021年12月24日、SNSドラマ Twitter） - 荒川由莉 役
- 悪女（わる）〜働くのがカッコ悪いなんて誰が言った?〜（2022年4月13日 - 6月15日、日本テレビ） - 村松カンナ 役[19]
- 初恋の悪魔 第7話・第8話（2022年9月3日、日本テレビ） - 桐生菜々美 役
- ガリレオ 禁断の魔術（2022年9月17日、フジテレビ） - 川辺で釣りをしていたカップルの女性 役
- 推しが武道館いってくれたら死ぬ（2022年10月9日 - 12月26日、朝日放送テレビ） - 美結 役[20]
- シンドラ「春は短し恋せよ男子。」（2023年4月25日- 6月27日、日本テレビ系） - 麗 役
- トリリオンゲーム（2023年7月14日 - 9月15日、TBSテレビ） - 水樹風華 役[21]
- ノッキンオン・ロックドドア 第4話・第5話（2023年8月19日・26日、テレビ朝日） - 本庄真琴 役[22]
- となりのナースエイド（2024年1月10日 - 3月13日、日本テレビ） - 五十嵐ちえみ 役[23]
  - となりのナースエイドSP2025（2025年1月11日、日本テレビ）[24]
- ドクターY〜外科医・加地秀樹〜 第7弾（2024年11月30日、テレビ朝日） - 小石川莉子 役[25]

### 映画
- 劇場版 推しが武道館いってくれたら死ぬ（2023年5月12日公開、ポニーキャニオン） - 美結 役
- ファーストキス 1ST KISS（2025年2月7日公開、東宝） - 真山日菜 役[26]
- 劇場版 トリリオンゲーム（2025年2月14日公開、東宝） - 水樹風華 役[27]

### バラエティ
- CDTVスペシャル!年越しプレミアライブ2021→2022（2021年12月31日 - 2022年1月1日、TBSテレビ）
- PLAYLIST（2022年2月22日、TBS）
- バズリズム02（2022年2月25日、日本テレビ）
- シブヤノオト（2022年3月5日、NHK総合）
- Love music （2022年3月6日、フジテレビ）
- 月〜金お昼のソングショー ひるソン!（2022年4月01日、テレビ東京）
- 世界まる見え!テレビ特捜部（2022年4月11日、日本テレビ）
- 世界一受けたい授業（2022年4月30日、日本テレビ）
- 超無敵クラス（2022年5月15日、日本テレビ）
- よるのブランチ（2022年6月8日、2023年7月19日、TBSテレビ）
- うずらインフォTV（2022年12月31日、DMM TV）
- 沼にハマってきいてみた（2023年1月24日、NHK）
- アカリノコマド（2023年4月12日 - 、テレビ愛知） - 地上波で放送される、自身初の冠番組[28][29]。
- アッコにおまかせ!（2023年7月16日、TBSテレビ）
- ニッポン人の頭の中（2024年3月2日、日本テレビ）
- 1億人の大質問!?笑ってコラえて!（2024年8月14日、日本テレビ）
- 林修の今、知りたいでしょ!（2024年8月22日、テレビ朝日）
- 水曜日のダウンタウン（2024年10月16日、TBS）[30]
- ヒルナンデス!　(2024年10月23日、日本テレビ)

### CM・イメージキャラクター
- AFK Arena（2020年） - WEB広告
- たちばな（2023年） - 振袖モデル（テレビCM、広告）[31]
- マンガート ビームス×うる星やつら - 公式イメージキャラクター[32]。
- 万兵「あかせあかり」振袖ブランド（2023年）[33]
- ホテラバ「ハニーキス」イメージモデル（2024年）[34]
- カカオゲームズ『エバーソウル』（2024年）[35]
- TVアニメ『ギルドの受付嬢ですが、残業は嫌なのでボスをソロ討伐しようと思います』スペシャルCM #5（2025年）[36]

### ラジオ
- あかせあかりのあかりナイトニッポン（2022年9月18日、11月6日、ニッポン放送）[37]
- あかせあかりの オールナイトニッポン0(ZERO) （2023年5月6日、ニッポン放送）

### ゲーム
- eBASEBALLプロ野球スピリッツ2021 グランドスラム（2021年7月8日、KONAMI） - 甲子園スピリッツ マネージャー 役
- Echocalypse-緋紅の神約-（2022年12月22日、YOOZOO Games） - ドロシー 役[38][39]

### 報道・情報番組
- 情報番組 マチコミ（2022年3月1日、テレビ埼玉） - 「オトコミ」コーナーゲスト[40]

### イベント出演
- オダイバ!!超次元音楽祭－ヨコハマからハッピーバレンタインフェス2022－（2022年2月12日） - オープニングアクト
- 「恋ノ行方」リリースイベント（2022年2月22日、タワーレコード渋谷店）
- テレビアニメ「その着せ替え人形は恋をする」〜マ!?みんなに会えてヤバヤバのヤバなんだけどっ!〜（2022年9月17日、J:COMホール八王子）[41]
- あかせあかり「1日遅れのクリスマスイベント」（2022年12月26日）
- コミックマーケット101（2022年12月30日・31日） - 「-緋紅の神約-」ブースにてミニライブ
- SACRA MUSIC FES.2024 IN MALAYSIA（2024年2月3日、ソニー・ミュージックレーベルズ、会場：Zepp Kuala Lumpur） - オープニングアクト

## ディスコグラフィ

### シングル
|            | 発売日        | タイトル         | 規格品番    | 規格品番  | 規格品番    | オリコン 最高位 |
| 初回限定盤 | 発売日        | タイトル         | 通常盤      | アニメ盤  |             | オリコン 最高位 |
| ---------- | ------------- | ---------------- | ----------- | --------- | ----------- | --------------- |
| 1st        | 2022年2月23日 | 恋ノ行方         | VVCL-2007/8 | VVCL-2009 | VVCL-2010/1 | 17位            |
| 2nd        | 2024年6月26日 | いつか叶えたくて | VVCL-2508/9 | VVCL-2510 |             | 40位            |

### タイアップ
| 楽曲             | タイアップ                                                   | 時期   |
| ---------------- | ------------------------------------------------------------ | ------ |
| 恋ノ行方         | テレビアニメ『その着せ替え人形は恋をする』エンディングテーマ | 2022年 |
| Shooting Star    | ゲーム『エバーソウル』テーマソング                           | 2024年 |
| いつか叶えたくて | テレビドラマ『花咲舞が黙ってない』挿入歌                     | 2024年 |